# Шрёдер, Грета
Грета Шрёдер (нем. Greta Schröder; 7 сентября 1891, Дюссельдорф — 13 апреля 1967, Вена) — немецкая актриса. Самая знаменитая роль — жена Томаса Хаттера и жертва графа Орлока в классическом фильме ужасов Фридриха Вильгельма Мурнау «Носферату. Симфония ужаса».
Грета всегда хотела быть актрисой, приблизительно в 1910 году она приехала в Берлин и попала в Немецкий театр. Вскоре после этого она вышла замуж за актёра и режиссёра Эрнста Матрая. Позже они развелись, и у них остался один ребёнок. Первый фильм, в котором снялась Шрёдер, был «Die Insel der Seligen» (1913, режиссёр Макс Рейнхардт). В 1916 году она написала сценарий к «Призраку Оперы» — первой немецкой экранизации известного романа, а режиссёром выступил её муж на тот момент, Эрнст Матрай. Её карьера начала развиваться в начале 20-х годов прошлого века и быстро закончилась. В кино она снималась до 50-х годов, но очень мало. После первого неудачного брака она вышла замуж за режиссёра Пауля Вегенера и прожила с ним вплоть до его смерти в 1948 году.

## Фильмография

### Актриса
1. Die Insel der Seligen(1913)
2. Голем, как он пришел в мир (1920)
3. Die Geschlossene Kette (1920)
4. Arme Violetta (1920)
5. Der Verlorene Schatten(1921)
6. Zirkus des Lebens (1921)
7. Марица (1922)
8. Носферату. Симфония ужаса (1922)
9. Es leuchtet meine Liebe (1922)
10. Paganini (1923)
11. Brüder (1923)
12. Виктория Великая (1937)
13. Sixty Glorious Years (1938)
14. Großstadtmelodie (1943)
15. Кольберг (1945)
16. Точечка и Антон (1953)
17. Пленница Магараджи — Die Gefangene des Maharadscha (1953)

### Сценарист
1. Zucker und Zimmt (1915)
2. Призрак Оперы (1916)

## Факты
- В фильме 2000 года Тень вампира Грету показывают как знаменитую актрису своего времени; на самом деле, её известность сильно преувеличена.